# Neofabraea malicorticis
Neofabraea malicorticis är en svampart som beskrevs av H.S. Jacks. 1913. Neofabraea malicorticis ingår i släktet Neofabraea och familjen Dermateaceae.   Inga underarter finns listade i Catalogue of Life.